# Le Grimoire de Féerie
Le Grimoire de Féerie est une bande dessinée d'heroic fantasy française publiée par Soleil sous forme d'un diptyque en 2004-2006.
Elle est dessinée et mise en couleurs par Jean-Marie Minguez et écrite par Jean-Luc Istin et François Debois (tome 1).

## Albums
- Soleil Productions, coll. « Soleil Celtic » :

1. Le Secret de Bagueer, 2004  (ISBN 2-84565-733-1)[1],[2].
2. Le Grand Pouvoir, 2006  (ISBN 2-84946-098-2).